# Catenosynnema micheliae
Catenosynnema micheliae är en svampart som beskrevs av Kodsueb, K.D. Hyde & W.H. Ho 2007. Catenosynnema micheliae ingår i släktet Catenosynnema, divisionen sporsäcksvampar och riket svampar.   Inga underarter finns listade i Catalogue of Life.